# Deutsche Basketballmeisterschaft der Frauen 1963
Das Endspiel um die 17. Deutsche Basketballmeisterschaft der Frauen 1963 fand am 19. Mai 1963 in Frankfurt-Höchst statt, die Teilnehmer wurden nach dem Regelwerk aus dem Jahr 1959 im K.-o.-System ermittelt. Dabei setzte sich der Südwestmeister Heidelberger TV durch und besiegte den Westmeister ATV Düsseldorf mit 46:44 (35:22). Der Heidelberger TV qualifizierte sich als deutscher Meister für den Europapokal der Landesmeister 1963/64.